# Признаки делимости
При́знак дели́мости — алгоритм, позволяющий сравнительно быстро определить, является ли число кратным заранее заданному. Если признак делимости позволяет выяснить не только делимость числа на заранее заданное, но и остаток от деления, то его называют признаком равноостаточности.
Как правило, признаки делимости применяются при ручном счёте и для чисел, представленных в конкретной позиционной системе счисления (обычно десятичной).

## Понятия делимости, равноделимости и равноостаточности
Если для двух целых чисел {\displaystyle a} и {\displaystyle b} существует такое целое число {\displaystyle q,} что
{\displaystyle b\,q=a,}
то говорят, что число {\displaystyle a} делится на {\displaystyle b.}
Два целых числа {\displaystyle a} и {\displaystyle b} называются равноделимыми на {\displaystyle m,} если либо они оба делятся на {\displaystyle m,} либо оба не делятся.
Два целых числа {\displaystyle a} и {\displaystyle b} равноостаточны при делении на натуральное число {\displaystyle m} (или сравнимы по модулю {\displaystyle m}), если при делении на {\displaystyle m} они дают одинаковые остатки, то есть существует такие целые числа {\displaystyle q_{1},\,q_{2},\,r,} что
{\displaystyle a=m\,q_{1}+r,\;\;b=m\,q_{2}+r.}

## Общие принципы построения
Пусть требуется определить, делится ли некоторое натуральное число {\displaystyle A} на другое натуральное число {\displaystyle m.} Для этого возьмём последовательность натуральных чисел:
{\displaystyle A_{0},\,A_{1},\,A_{2},\,A_{3},\,\dots ,\,A_{n},}
такую, что:
1. {\displaystyle A_{0}=A;}
2. каждый член последовательности определяется предыдущим;
3. {\displaystyle A_{i}<A_{i-1},\quad i=1,\,2,\,3,\,\dots ,\,n-1;}
4. последний член последовательности меньше {\displaystyle m,} то есть {\displaystyle 0\leqslant A_{n}<m.}
5. все члены последовательности имеют одинаковые остатки при делении на {\displaystyle m.}

Тогда, если последний член этой последовательности равен нулю, то {\displaystyle A} делится на {\displaystyle m,} в противном случае {\displaystyle A} на {\displaystyle m} не делится.
Способ (алгоритм) построения такой последовательности и будет искомым признаком делимости на {\displaystyle m.} Математически он может быть описан с помощью функции {\displaystyle f(x),} определяющей каждый следующий член последовательности в зависимости от предыдущего:
{\displaystyle A_{i}=f\left(A_{i-1}\right),\quad i=1,\,2,\,3,\,\dots ,\,n,}
удовлетворяющей следующим условиям:
1. при {\displaystyle x<m} значение {\displaystyle f(x)} не определено;
2. при {\displaystyle x\geqslant m} значение {\displaystyle f(x)} есть натуральное число;
3. если {\displaystyle x\geqslant m,} то {\displaystyle f(x)<x;}
4. если {\displaystyle x\geqslant m,} то {\displaystyle f(x)} и {\displaystyle x} равноделимы на {\displaystyle m.}

Если требование равноделимости для всех членов последовательности заменить на более строгое требование равноостаточности, то последний член этой последовательности будет являться остатком от деления {\displaystyle A} на {\displaystyle m,} а способ (алгоритм) построения такой последовательности будет признаком равноостаточности на {\displaystyle m.} В силу того, что из равенства остатка при делении на {\displaystyle m} нулю следует делимость на {\displaystyle m}, любой признак равноостаточности может применяться как признак делимости. Математически признак равноостаточности тоже может быть описан с помощью функции {\displaystyle f(x),} определяющей каждый следующий член последовательности в зависимости от предыдущего:
{\displaystyle A_{i}=f\left(A_{i-1}\right),\quad i=1,\,2,\,3,\,\dots ,\,n,}
удовлетворяющей следующим условиям:
1. при {\displaystyle x<m} значение {\displaystyle f(x)} не определено;
2. при {\displaystyle x\geqslant m} значение {\displaystyle f(x)} есть натуральное число;
3. если {\displaystyle x\geqslant m,} то {\displaystyle f(x)<x;}
4. если {\displaystyle x\geqslant m,} то {\displaystyle f(x)} и {\displaystyle x} равноостаточны при делении на {\displaystyle m.}

Примером такой функции, определяющей признак равноостаточности (и, соответственно, признак делимости), может быть функция
{\displaystyle f(x)=x-m,\quad x\geqslant m,}
а последовательность, построенная с её помощью будет иметь вид:
{\displaystyle A,\,A-m,\,A-2m,\,A-3m,\,\dots }
По сути применение признака равноостаточности на базе этой функции эквивалентно делению при помощи вычитания.
Другим примером может служить общеизвестный признак делимости (а также равноостаточности) на 10.
Если последняя цифра в десятичной записи числа равна нулю, то это число делится на 10; кроме того, последняя цифра будет являться остатком от деления исходного числа на 10.
Математически этот признак равноостаточности может быть сформулирован следующим образом. Пусть надо выяснить остаток от деления на 10 натурального числа {\displaystyle A,} представленного в виде
{\displaystyle A=10\,b+a,\quad 0\leqslant a<10,\quad b\geqslant 0.}
Тогда остатком от деления {\displaystyle A} на 10 будет {\displaystyle a}. Функция, описывающая этот признак равноостаточности будет выглядеть как
{\displaystyle f(A)=a,\quad A\geqslant 10.}
Легко доказать, что эта функция удовлетворяет всем перечисленным выше требованиям. Причём последовательность, построенная с её помощью, будет содержать всего один или два члена.
Также легко видеть, что такой признак ориентирован именно на десятичное представление числа {\displaystyle A} — так, например, если применять его на компьютере, использующем двоичную запись числа, то чтобы выяснить {\displaystyle a}, программе пришлось бы сначала поделить {\displaystyle A} на 10.
Для построения признаков равноостаточности и делимости чаще всего используется следующие теоремы:
1. При любых целом {\displaystyle q} и натуральном {\displaystyle m} целые числа {\displaystyle A} и {\displaystyle A+mq} равноостаточны при делении на {\displaystyle m.}
2. При любых целом {\displaystyle q}, натуральном {\displaystyle m}, целые числа {\displaystyle A} и {\displaystyle pA+mq} равноделимы на {\displaystyle m,} если целое {\displaystyle p} является взаимно простым с {\displaystyle m.}

Продемонстрируем применение этих теорем на примере признаков делимости и равноостаточности на {\displaystyle m=7.}
Пусть дано целое число 
{\displaystyle A=10\,a_{1}+a_{0},\quad 0\leqslant a_{0}<10,\quad a_{1}\geqslant 0.}
Тогда из первой теоремы полагая {\displaystyle q=-a_{1}} будет следовать, что {\displaystyle A} будет равноостаточно при делении на 7 с числом
{\displaystyle A'=A-7a_{1}=\left(10-7\right)a_{1}+a_{0}=3\,a_{1}+a_{0}.}
Запишем функцию признака равноостаточности в виде:
{\displaystyle f(A)={\begin{cases}3\,a_{1}+a_{0},&A\geqslant A_{min},\\A-7,&7\leqslant A<A_{min}.\end{cases}}}
И, наконец, остаётся найти такое {\displaystyle A_{min}\leqslant 7,}, при котором для любого {\displaystyle A\leqslant A_{min}} выполняется условие {\displaystyle 3\,a_{1}+a_{0}<A.} В данном случае {\displaystyle A_{min}=10} и функция приобретает окончательный вид:
{\displaystyle f(A)={\begin{cases}3\,a_{1}+a_{0},&A\geqslant 10,\\A-7,&7\leqslant A<10.\end{cases}}}
А из второй теоремы, полагая {\displaystyle q=3\,a_{1}} и {\displaystyle p=-2,} взаимно простое с 7, будет следовать, что {\displaystyle A} будет равноделимы на 7 с числом
{\displaystyle A'=7\cdot 3a_{1}-2A=\left(21-20\right)a_{1}-2\,a_{0}=a_{1}-2\,a_{0}.}
Учитывая, что числа {\displaystyle A'} и {\displaystyle \left|A'\right|} равноделимы на 7, запишем функцию признака делимости в виде: 
{\displaystyle f(A)={\begin{cases}\left|a_{1}-2\,a_{0}\right|,&A\geqslant A_{min},\\A-7,&7\leqslant A<A_{min}.\end{cases}}}
И, наконец, остаётся найти такое {\displaystyle A_{min}\leqslant 7,}, при котором для любого {\displaystyle A\leqslant A_{min}} выполняется условие {\displaystyle \left|a_{1}-2\,a_{0}\right|<A.} В данном случае {\displaystyle A_{min}=10} и функция приобретает окончательный вид:
{\displaystyle f(A)={\begin{cases}\left|a_{1}-2\,a_{0}\right|,&A\geqslant 10,\\A-7,&7\leqslant A<10.\end{cases}}}

## Признаки делимости в десятичной системе счисления

### Признак делимости на 2
Число делится на 2 тогда и только тогда, когда его последняя цифра делится на 2, то есть является чётной.
Соответствующая признаку функция (см. раздел «Общие принципы построения»):
{\displaystyle A=10\,a_{1}+a_{0},\quad 0\leqslant a_{0}<10,\quad a_{1}\geqslant 0,}
{\displaystyle F(A)={\begin{cases}a_{0},&A\geqslant 10\\A-2,&2\leqslant A<10.\end{cases}}}
Эта функция помимо признака делимости задаёт и признак равноостаточности.

### Признак делимости на 3
Число делится на 3, когда сумма его цифр делится на 3. Например, число 159 делится на 3, поскольку сумма его цифр 1 + 5 + 9 = 15 делится на 3.
Соответствующая признаку функция:
{\displaystyle A=\sum _{i=0}^{n}10^{i}a_{i},\quad 0\leqslant a_{i}<10,\quad i=0,1,\,\dots \,n,}
{\displaystyle F(A)={\begin{cases}{\sum _{i=0}^{n}a_{i}},&A\geqslant 10,\\A-3,&3\leqslant A<10.\end{cases}}}
Эта функция помимо признака делимости задаёт и признак равноостаточности. Например, числа 154, {\displaystyle 1+5+4=10} и {\displaystyle 1+0=1} равноостаточны при делении на 3.

### Признак делимости на 4
Число делится на 4, когда две последние цифры нули или составляют число, делящееся на 4. Например, 14676 — последние цифры 76, и число 76 делится на 4: 76:4=19. Двузначное число делится на 4 тогда и только тогда, когда удвоенная цифра в разряде десятков, сложенная с цифрой в разряде единиц, делится на 4. Например, число 42 не делится на 4, так как {\displaystyle 2\cdot 4+2=10} не делится на 4.
Соответствующая признаку функция:
{\displaystyle A=100\,a_{2}+10\,a_{1}+a_{0},\quad 0\leqslant a_{0}<10,\quad 0\leqslant a_{1}<10,\quad a_{2}\geqslant 0,}
{\displaystyle F(A)={\begin{cases}2\,a_{1}+a_{0},&A\geqslant 10,\\A-4,&4\leqslant A<10.\end{cases}}}
Эта функция помимо признака делимости задаёт и признак равноостаточности. Например, числа 87, {\displaystyle 8\cdot 2+7=23} и {\displaystyle 2\cdot 2+3=7} равноостаточны при делении на 4.
Более простая формулировка: Число делится на 4, если в последнем разряде 0, 4, 8, а предпоследний разряд чётный; или если в последнем разряде 2, 6, а предпоследний разряд нечётный.

### Признак делимости на 5
Число делится на 5 тогда и только тогда, когда оно оканчивается на 0 или на 5.
Соответствующая признаку функция:
{\displaystyle A=10\,a_{1}+a_{0},\quad 0\leqslant a_{0}<10,\quad a_{1}\geqslant 0,}
{\displaystyle F(A)={\begin{cases}a_{0},&A\geqslant 10,\\A-5,&5\leqslant A<10.\end{cases}}}
Эта функция помимо признака делимости задаёт и признак равноостаточности.

### Признак делимости на 6
Число делится на 6 тогда и только тогда, когда оно делится и на 2, и на 3 (то есть если оно чётное и сумма его цифр делится на 3).
Другой признак делимости: число делится на 6 тогда и только тогда, когда учетверённое число десятков, сложенное с цифрой в разряде единиц, делится на 6.
Соответствующая признаку функция:
{\displaystyle A=10\,a_{1}+a_{0},\quad 0\leqslant a_{0}<10,\quad a_{1}\geqslant 0,}
{\displaystyle F(A)={\begin{cases}4\,a_{1}+a_{0},&A\geqslant 10,\\A-6,&6\leqslant A<10.\end{cases}}}
Эта функция помимо признака делимости задаёт и признак равноостаточности. Например, числа 73, {\displaystyle 7\cdot 4+3=31,} {\displaystyle 3\cdot 4+1=13} и {\displaystyle 1\cdot 4+3=7} равноостаточны при делении на 6.

### Признак делимости на 7
Признак 1:
число делится на 7 тогда, когда утроенное число десятков, сложенное с цифрой в разряде единиц, делится на 7. Например, 154 делится на 7, так как на 7 делится {\displaystyle 15\cdot 3+4=49.} 1001 делится на 7, так как на 7 делятся {\displaystyle 100\cdot 3+1=301,\quad 30\cdot 3+1=91,\quad 9\cdot 3+1=28,\quad 2\cdot 3+8=14,\quad 1\cdot 3+4=7.}
Соответствующая этому признаку функция:
{\displaystyle A=10\,a_{1}+a_{0},\quad 0\leqslant a_{0}<10,\quad a_{1}\geqslant 0,}
{\displaystyle F(A)={\begin{cases}3\,a_{1}+a_{0},&A\geqslant 10,\\A-7,&7\leqslant A<10.\end{cases}}}
Эта функция помимо признака делимости задаёт и признак равноостаточности. Например, числа 87, {\displaystyle 8\cdot 3+7=31,} {\displaystyle 3\cdot 3+1=10} и {\displaystyle 1\cdot 3+0=3} равноостаточны при делении на 7.
Модификации признака 1:
a) берётся первая цифра слева, умножается на 3, прибавляется следующая, и всё повторяется сначала: например, для 154: {\displaystyle 1\cdot 3+5=8,\quad 8\cdot 3+4=28}. Также на каждом шаге можно брать остаток от деления на 7: {\displaystyle 1\cdot 3+5=8} остаток 1, {\displaystyle 1\cdot 3+4=7} остаток 0. В обоих случаях итоговое число равноостаточно при делении на 7 с исходным числом.
b) если удвоенное число единиц числа отнять от оставшегося числа десятков и результат будет делиться на 7, то число кратно 7. Например: 784 делится на 7, так как 78 − (2 × 4) = 78 − 8 = 70 ({\displaystyle a_{1}-2\,a_{0}=0{\bmod {7}}\Leftrightarrow } {\displaystyle 3\,a_{1}-6\,a_{0}=0{\bmod {7}}\Leftrightarrow } {\displaystyle 3\,a_{1}-6\,a_{0}+7\,a_{0}=0{\bmod {7}}\Leftrightarrow } {\displaystyle 3\,a_{1}+a_{0}=0{\bmod {7}}}).
Признак 2:
число делится на 7 тогда и только тогда, когда модуль алгебраической суммы чисел, образующих нечётные группы по три цифры (начиная с единиц), взятых со знаком «+», и чётных со знаком «−» делится на 7. Например, 138 689 257 делится на 7, так как на 7 делится {\displaystyle |138-689+257|=294.}
Соответствующая этому признаку функция:
{\displaystyle A=\sum _{i=0}^{n}1000^{i}a_{i},\quad 0\leqslant a_{i}<1000,\quad i=0,1,\,\dots \,n,}
{\displaystyle F(A)={\begin{cases}\left|\sum _{i=0}^{n}\left(-1\right)^{i}a_{i}\right|,&A\geqslant 1000,\\A-7,&7\leqslant A<1000.\end{cases}}}
Признак 3:
если разность между числом, состоящим из трёх последних цифр данного числа, и числом, образованным из оставшихся цифр данного числа (то есть без последних трёх цифр), делится на 7, то данное число делится на 7.
Пример для числа 1730736: 1730 − 736 = 994, 994 / 7 = 142.
Признак 4:
число делится на 7 тогда и только тогда, когда результат вычитания удвоенной последней цифры из этого числа без последней цифры делится на 7. Например, 623 делится на 7, так как на 7 делится {\displaystyle 62-2\times 3=56}. 1001 делится на 7, так как на 7 делится {\displaystyle 100-2\times 1=98}.

### Признак делимости на 8
Число делится на 8, когда три последние цифры составляют число, делящееся на 8. Трёхзначное число делится на 8 тогда и только тогда, когда цифра в разряде единиц, сложенная с удвоенной цифрой в разряде десятков и учетверённой цифрой в разряде сотен, делится на 8. Например, 952 делится на 8 так как на 8 делится {\displaystyle 9\cdot 4+5\cdot 2+2=48.}
Соответствующая признаку функция:
{\displaystyle A=1000\,a_{3}+100\,a_{2}+10\,a_{1}+a_{0},\quad 0\leqslant a_{0}<10,\quad 0\leqslant a_{1}<10,\quad 0\leqslant a_{2}<10,\quad a_{3}\geqslant 0,}
{\displaystyle F(A)={\begin{cases}4\,a_{2}+2\,a_{1}+a_{0},&A\geqslant 10,\\A-8,&8\leqslant A<10.\end{cases}}}
Эта функция помимо признака делимости задаёт и признак равноостаточности. Например, числа 567, {\displaystyle 5\cdot 4+6\cdot 2+7=39,} {\displaystyle 3\cdot 2+9=15} и {\displaystyle 1\cdot 2+5=7} равноостаточны при делении на 8.
Более простая формулировка: Число делится на 8, если две последние цифры составляют число, делящееся на 8, а разряд перед предпоследним чётный; или если две последние цифры составляют число, которое не делится на 8 (но делится на 4), а разряд перед предпоследним нечётный.

### Признак делимости на 9
Число делится на 9, когда сумма его цифр делится на 9. Например, сумма цифр числа 12345678 делится на 9, следовательно и само число делится на 9. {\displaystyle 1+2+3+4+5+6+7+8=36.}
Соответствующая признаку функция:
{\displaystyle A=\sum _{i=0}^{n}10^{i}a_{i},\quad 0\leqslant a_{i}<10,\quad i=0,1,\,\dots \,n,}
{\displaystyle F(A)={\begin{cases}\sum _{i=0}^{n}a_{i},&A\geqslant 10,\\0,&A=9.\end{cases}}}
Эта функция помимо признака делимости задаёт и признак равноостаточности. Например, числа 345, {\displaystyle 3+4+5=12} и {\displaystyle 1+2=3} равноостаточны при делении на 9.

### Признак делимости на 10
Число делится на 10 тогда и только тогда, когда оно оканчивается на ноль.
Соответствующая этому признаку функция:
{\displaystyle A=10\,a_{1}+a_{0},\quad 0\leqslant a_{0}<10,\quad a_{1}\geqslant 0,}
{\displaystyle F(A)=a_{0},\quad A\geqslant 10.}
Эта функция помимо признака делимости задаёт и признак равноостаточности.

### Признаки делимости на 11
Признак 1: число делится на 11 тогда и только тогда, когда сумма цифр, занимающих нечётные позиции, равна сумме цифр, занимающих чётные места, или отличается от нее на число, кратное 11. Например, 28 017 делится на 11, так как {\displaystyle (2+0+7)=(8+1)}.
Соответствующая этому признаку функция:
{\displaystyle A=\sum _{i=0}^{n}10^{i}a_{i}\quad 0\leqslant a_{i}<10,\quad i=0,1,\,\dots \,n,}
{\displaystyle F(A)=\left|\sum _{i=0}^{n}\left(-1\right)^{i}a_{i}\right|,\quad A\geqslant 11.}
Признак 2: число делится на 11 тогда и только тогда, когда на 11 делится сумма чисел, образующих группы по две цифры (начиная с единиц). Например, 103785 делится на 11, так как на 11 делятся {\displaystyle 10+37+85=132} и {\displaystyle 01+32=33.}
Соответствующая признаку функция:
{\displaystyle A=\sum _{i=0}^{n}100^{i}a_{i},\quad 0\leqslant a_{i}<100,\quad i=0,1,\,\dots \,n,}
{\displaystyle F(A)={\begin{cases}\sum _{i=0}^{n}a_{i},&A\geqslant 100,\\A-11,&11\leqslant A<100.\end{cases}}}
Эта функция помимо признака делимости задаёт и признак равноостаточности. Например, числа 123456, {\displaystyle 12+34+56=102} и {\displaystyle 1+2=3} равноостаточны при делении на 11.

### Признак делимости на 13
Признак 1: Число делится на 13, когда сумма числа десятков с учетверённой цифрой в разряде единиц делится на 13. Например
845 делится на 13, так как на 13 делятся {\displaystyle 84+5\cdot 4=104} и {\displaystyle 10+4\cdot 4=26.}
Признак 2: Число делится на 13, когда разность числа десятков с девятикратным числом, стоящего в разряде единиц, делится на 13. Например
845 делится на 13, так как на 13 делятся {\displaystyle 84-9\cdot 5=39.}
Соответствующая этому признаку функция:
{\displaystyle A=10\,a_{1}+a_{0},\quad 0\leqslant a_{0}<10,\quad a_{1}\geqslant 0,}
{\displaystyle F(A)={\begin{cases}a_{1}+4\,a_{0},&A\geqslant 40,\\A-13,&13\leqslant A<40.\end{cases}}}
Признак 3: Число делится на 13, если разность между числом, состоящим из трёх последних цифр данного числа, и числом, образованным из оставшихся цифр данного числа (то есть без последних трёх цифр), делится на 13. Например 192218 делится на 13, так как  218-192=26, а 26 делится на 13.
Признак 4: Число делится на 13 тогда, когда утроенное число десятков без цифры в разряде единиц, делится на 13. Например, {\displaystyle 624} делится на {\displaystyle 13}, так как {\displaystyle 62\cdot 3-4=186-4=182} и {\displaystyle 18\cdot 3-2=54-2=52}, а также {\displaystyle 5\cdot 3-2=15-2=13}, а {\displaystyle 13} делится на {\displaystyle 13}.

### Признак делимости на 17
Число делится на 17 в следующих случаях:
— когда модуль разности числа десятков и умноженной на 5 цифрой в разряде единиц делится на 17. Например, 221 делится на 17, так как {\displaystyle \left|22-5\cdot 1\right|=17} делится на 17.
— когда модуль суммы числа десятков и умноженной на 12 цифрой в разряде единиц делится на 17. Например, 221 делится на 17, так как {\displaystyle \left|22+12\cdot 1\right|=34} делится на 17.
Соответствующая этому признаку функция:
{\displaystyle A=10\,a_{1}+a_{0},\quad 0\leqslant a_{0}<10,\quad a_{1}\geqslant 0,}
{\displaystyle F(A)={\begin{cases}\left|a_{1}-5\,a_{0}\right|,&A\geqslant 40,\\A-17,&17\leqslant A<40.\end{cases}}}

### Признак делимости на 19
Число делится на 19 тогда и только тогда, когда число десятков, сложенное с удвоенной цифрой в разряде единиц, делится на 19. Например, 646 делится на 19, так как на 19 делятся {\displaystyle 64+2\cdot 6=76} и {\displaystyle 7+2\cdot 6=19.}
Соответствующая этому признаку функция:
{\displaystyle A=10\,a_{1}+a_{0},\quad 0\leqslant a_{0}<10,\quad a_{1}\geqslant 0,}
{\displaystyle F(A)={\begin{cases}a_{1}+2\,a_{0},&A\geqslant 20,\\0,&A=19.\end{cases}}}

### Признак делимости на 20
Число делится на 20 тогда и только тогда, когда число, образованное двумя последними цифрами, делится на 20.
Другая формулировка: число делится на 20 тогда и только тогда, когда последняя цифра числа — 0, а предпоследняя — чётная.
Соответствующая этому признаку функция:
{\displaystyle A=100\,a_{1}+a_{0},\quad 0\leqslant a_{0}<100,\quad a_{1}\geqslant 0,}
{\displaystyle F(A)={\begin{cases}a_{0},&A\geqslant 100,\\A-20,&20\leqslant A<100.\end{cases}}}
Эта функция помимо признака делимости задаёт и признак равноостаточности.

### Признаки делимости на 23
Признак 1: число делится на 23 тогда и только тогда, когда число сотен, сложенное с утроенным числом, образованным двумя последними цифрами, делится на 23. Например, 28842 делится на 23, так как на 23 делятся {\displaystyle 288+3\cdot 42=414} и {\displaystyle 4+3\cdot 14=46.}

Признак 2: число делится на 23 тогда и только тогда, когда число десятков, сложенное с умноженной на 7 цифрой в разряде единиц, делится на 23. Например, 391 делится на 23, так как {\displaystyle 39+7\cdot 1=46} делится на 23.

Признак 3: число делится на 23 тогда и только тогда, когда число сотен, сложенное с умноженной на 7 цифрой в разряде десятков и утроенной цифрой в разряде единиц, делится на 23. Например, 391 делится на 23, так как {\displaystyle 3+7\cdot 9+3\cdot 1=69} делится на 23.

### Признак делимости на 25
Число делится на 25 тогда и только тогда, когда две его последние цифры составляют число, которое делится на 25. Другими словами, на 25 делятся числа, оканчивающиеся на 00, 25, 50 или 75.
Соответствующая этому признаку функция:
{\displaystyle A=100\,a_{1}+a_{0},\quad 0\leqslant a_{0}<100,\quad a_{1}\geqslant 0,}
{\displaystyle F(A)={\begin{cases}a_{0},&A\geqslant 100,\\A-25,&25\leqslant A<100.\end{cases}}}
Эта функция помимо признака делимости задаёт и признак равноостаточности.

### Признак делимости на 27
Число делится на 27 тогда и только тогда, когда на 27 делится сумма чисел, образующих группы по три цифры (начиная с единиц).
Соответствующая признаку функция:
{\displaystyle A=\sum _{i=0}^{n}1000^{i}a_{i},\quad 0\leqslant a_{i}<1000,\quad i=0,1,\,\dots \,n,}
{\displaystyle F(A)={\begin{cases}\sum _{i=0}^{n}a_{i},&A\geqslant 1000,\\A-27,&27\leqslant A<1000.\end{cases}}}
Эта функция помимо признака делимости задаёт и признак равноостаточности.

### Признак делимости на 29
Число делится на 29 тогда и только тогда, когда число десятков, сложенное с утроенной цифрой в разряде единиц, делится на 29. Например, 261 делится на 29, так как {\displaystyle 26+3\cdot 1=29} делится на 29.
Соответствующая этому признаку функция:
{\displaystyle A=10\,a_{1}+a_{0},\quad 0\leqslant a_{0}<10,\quad a_{1}\geqslant 0,}
{\displaystyle F(A)={\begin{cases}a_{1}+3\,a_{0},&A\geqslant 30,\\0,&A=29.\end{cases}}}

### Признак делимости на 30
Число делится на 30 тогда и только тогда, когда оно заканчивается на 0 и сумма всех цифр делится на 3. Например: 510 делится на 30, а 678 — нет.

### Признак делимости на 31
Число делится на 31 тогда и только тогда, когда модуль разности числа десятков и утроенной цифры в разряде единиц делится на 31. Например, 217 делится на 31, так как {\displaystyle \left|21-3\cdot 7\right|=0} делится на 31.
Соответствующая этому признаку функция:
{\displaystyle A=10\,a_{1}+a_{0},\quad 0\leqslant a_{0}<10,\quad a_{1}\geqslant 0,}
{\displaystyle F(A)=\left|a_{1}-3\,a_{0}\right|,\quad A\geqslant 31.}

### Признак делимости на 37
Признак 1: число делится на 37 тогда и только тогда, когда при разбивании числа на группы по три цифры (начиная с единиц) сумма этих групп кратна 37.
Соответствующая признаку функция:
{\displaystyle A=\sum _{i=0}^{n}1000^{i}a_{i},\quad 0\leqslant a_{i}<1000,\quad i=0,1,\,\dots \,n,}
{\displaystyle F(A)={\begin{cases}\sum _{i=0}^{n}a_{i},&A\geqslant 1000,\\A-37,&37\leqslant A<1000.\end{cases}}}
Эта функция помимо признака делимости задаёт и признак равноостаточности.
Признак 2: число делится на 37 тогда и только тогда, когда на 37 делится модуль утроенного числа сотен, сложенного с учетверённой цифрой в разряде десятков, за вычетом цифры в разряде единиц, умноженной на семь. Например, число 481 делится на 37, так как на 37 делится {\displaystyle \left|3\cdot 4+4\cdot 8-7\cdot 1\right|=37.}
Соответствующая признаку функция:
{\displaystyle A=100\,a_{2}+10\,a_{1}+a_{0},\quad 0\leqslant a_{0}<10,\quad 0\leqslant a_{1}<10,\quad a_{2}\geqslant 0,}
{\displaystyle F(A)=\left|3\,a_{2}+4\,a_{1}-7\,a_{0}\right|,\quad A\geqslant 37.}
Признак 3: число делится на 37 тогда и только тогда, когда на 37 делится модуль суммы числа сотен с цифрой в разряде единиц, умноженной на десять, за вычетом цифры в разряде десятков, умноженной на 11. Например, число 481 делится на 37, так как на 37 делится {\displaystyle \left|4-11\cdot 8+10\cdot 1\right|=74.}
Соответствующая признаку функция:
{\displaystyle A=100\,a_{2}+10\,a_{1}+a_{0},\quad 0\leqslant a_{0}<10,\quad 0\leqslant a_{1}<10,\quad a_{2}\geqslant 0,}
{\displaystyle F(A)={\begin{cases}\left|a_{2}-11\,a_{1}+10\,a_{0}\right|,&A\geqslant 100,\\A-37,&37\leqslant A<100.\end{cases}}}

### Признак делимости на 41
Признак 1: число делится на 41 тогда и только тогда, когда модуль разности числа десятков и четырёхкратной цифры в разряде единиц делится на 41. Например, 369 делится на 41, так как {\displaystyle \left|36-4\cdot 9\right|=0} делится на 41.
Соответствующая этому признаку функция:
{\displaystyle A=10\,a_{1}+a_{0},\quad 0\leqslant a_{0}<10,\quad a_{1}\geqslant 0,}
{\displaystyle F(A)=\left|a_{1}-4\,a_{0}\right|,\quad A\geqslant 41.}
Признак 2: чтобы проверить, делится ли число на 41, его следует справа налево разбить на грани по 5 цифр в каждой. Затем в каждой грани первую справа цифру умножить на 1, вторую цифру умножить на 10, третью — на 18, четвёртую — на 16, пятую — на 37 и все полученные произведения сложить. Если результат будет делиться на 41, тогда и только тогда само число будет делиться на 41.
Есть и другие (более удобные) признаки делимости на 41, см. 41 (число).

### Признак делимости на 50
Число делится на 50 тогда и только тогда, когда число, образованное двумя его младшими десятичными цифрами, делится на 50.
Соответствующая этому признаку функция:
{\displaystyle A=100\,a_{1}+a_{0},\quad 0\leqslant a_{0}<100,\quad a_{1}\geqslant 0,}
{\displaystyle F(A)={\begin{cases}a_{0},&A\geqslant 100,\\A-50,&50\leqslant A<100.\end{cases}}}
Эта функция помимо признака делимости задаёт и признак равноостаточности.

### Признак делимости на 59
Число делится на 59 тогда и только тогда, когда число десятков, сложенное с цифрой в разряде единиц, умноженной на 6, делится на 59. Например, 767 делится на 59, так как на 59 делятся {\displaystyle 76+6\cdot 7=118} и {\displaystyle 11+6\cdot 8=59.}
Соответствующая этому признаку функция:
{\displaystyle A=10\,a_{1}+a_{0},\quad 0\leqslant a_{0}<10,\quad a_{1}\geqslant 0,}
{\displaystyle F(A)={\begin{cases}a_{1}+6\,a_{0},&A\geqslant 60,\\0,&A=59.\end{cases}}}

### Признак делимости на 79
Число делится на 79 тогда и только тогда, когда число десятков, сложенное с цифрой в разряде единиц, умноженной на 8, делится на 79. Например, 711 делится на 79, так как на 79 делятся {\displaystyle 71+8\cdot 1=79}.
Соответствующая этому признаку функция:
{\displaystyle A=10\,a_{1}+a_{0},\quad 0\leqslant a_{0}<10,\quad a_{1}\geqslant 0,}
{\displaystyle F(A)={\begin{cases}a_{1}+8\,a_{0},&A\geqslant 80,\\0,&A=79.\end{cases}}}

### Признак делимости на 99
Число делится на 99 тогда и только тогда, когда на 99 делится сумма чисел, образующих группы по две цифры (начиная с единиц). Например, 12573 делится на 99, так как на 99 делится {\displaystyle 1+25+73=99.}
Соответствующая признаку функция:
{\displaystyle A=\sum _{i=0}^{n}100^{i}a_{i},\quad 0\leqslant a_{i}<100,\quad i=0,1,\,\dots \,n,}
{\displaystyle F(A)={\begin{cases}\sum _{i=0}^{n}a_{i},&A\geqslant 100,\\0,&A=99.\end{cases}}}
Эта функция помимо признака делимости задаёт и признак равноостаточности. Например, числа 123456, {\displaystyle 12+34+56=102} и {\displaystyle 1+2=3} равноостаточны при делении на 99.

### Признак делимости на 101
Число делится на 101 тогда и только тогда, когда модуль алгебраической суммы чисел, образующих нечётные группы по две цифры (начиная с единиц), взятых со знаком «+», и чётных со знаком «-» делится на 101. Например, 590547 делится на 101, так как на 101 делится {\displaystyle \left|59-5+47\right|=101.}
Соответствующая этому признаку функция:
{\displaystyle A=\sum _{i=0}^{n}100^{i}a_{i},\quad 0\leqslant a_{i}<100,\quad i=0,1,\,\dots \,n,}
{\displaystyle F(A)=\left|\sum _{i=0}^{n}\left(-1\right)^{i}a_{i}\right|,\quad A\geqslant 101.}

### Признак делимости на 1091
Число делится на 1091 тогда и только тогда, когда разность числа десятков и умноженной на 109 цифры в разряде единиц делится на 1091. Например, 18547 делится на 1091, так как 1854 - 7 * 109 = 1091 делится на 1091.

## Общие признаки делимости

### Признак делимости на делитель степени основания системы счисления
Если для некоторых натуральных {\displaystyle t} и {\displaystyle n} число {\displaystyle t^{n}} делится на натуральное {\displaystyle m,} то любое целое число {\displaystyle A,} записанное в системе счисления по основанию {\displaystyle t,} равноостаточно с числом, образованным {\displaystyle n} младшими его цифрами. Это свойство позволяет построить признак делимости и равноостаточности на делитель степени основания системы счисления.
Соответствующая этому признаку функция:
{\displaystyle A=t^{n}a_{1}+a_{0},\quad 0\leqslant a_{0}<t^{n},\quad a_{1}\geqslant 0,\quad t^{n}\,\vdots \,m,}
{\displaystyle F(A)={\begin{cases}a_{0},&A\geqslant t^{n},\\A-m,&m\leqslant A<t^{n}.\end{cases}}}
Например, в десятичной системе счисления это позволяет построить признаки делимости на 2, 4, 5, 8, 10, 16, 20, 25, 32, 40, 50 и т. д.

### Признак делимости на делительtn−1{\displaystyle t^{n}-1}
Если для некоторых натуральных {\displaystyle t} и {\displaystyle n} число {\displaystyle t^{n}-1} делится на натуральное {\displaystyle m,} то любое целое число {\displaystyle A,} записанное в системе счисления по основанию {\displaystyle t,} равноделимо с суммой чисел, образованных разбиением на группы по {\displaystyle n} цифр, начиная с самой младшей. Это свойство позволяет построить признак делимости на {\displaystyle m.}
Соответствующая этому признаку функция:
{\displaystyle A=\sum _{i=0}^{n}t^{in}a_{i},\quad 0\leqslant a_{i}<t^{n},\quad \quad \left(t^{n}-1\right)\,\vdots \,m,}
{\displaystyle F(A)={\begin{cases}\sum _{i=0}^{n}a_{i},&A\geqslant t^{n},\\A-m,&m\leqslant A<t^{n}.\end{cases}}}
Например, в десятичной системе счисления это позволяет построить признаки делимости на 3, 9, 11, 27, 33, 37, 99, 101, 111, 303, 333, 999, 1111, 3333, 9999 и т. д.

### Признак делимости на делительtn+1{\displaystyle t^{n}+1}
Если для некоторых натуральных {\displaystyle t} и {\displaystyle n} число {\displaystyle t^{n}+1} делится на натуральное {\displaystyle m,} то любое целое число {\displaystyle A,} записанное в системе счисления по основанию {\displaystyle t,} равноделимо с модулем знакопеременной суммы чисел, образованных разбиением на группы по {\displaystyle n} цифр, начиная с самой младшей. Это свойство позволяет построить признак делимости на {\displaystyle m.}
Соответствующая этому признаку функция:
{\displaystyle A=\sum _{i=0}^{n}t^{in}a_{i},\quad 0\leqslant a_{i}<t^{n},\quad \quad \left(t^{n}+1\right)\,\vdots \,m,}
{\displaystyle F(A)={\begin{cases}\left|\sum _{i=0}^{n}(-1)^{i}a_{i}\right|,&A\geqslant t^{n},\\A-m,&m\leqslant A<t^{n}.\end{cases}}}
Например, в десятичной системе счисления это позволяет построить признаки делимости на 7, 11, 13, 73, 77, 91, 101, 137, 143, 1001, 10001 и т. д.

### Деление в столбик
Время работы алгоритма, проверяющего делимость числа {\displaystyle n} на некоторое другое число делением «в столбик», составляет {\displaystyle O(\log n)}. Таким образом во многих случаях так называемые «признаки делимости» не дают заметного выигрыша в количестве совершённых элементарных операций. Исключение составляют признаки делимости на числа вида {\displaystyle 2^{a}5^{b}}, время работы которых не зависит от размера проверяемого числа.

## Признаки делимости в других системах счисления
Признаки делимости в других системах счисления аналогичны таковым в десятичной. В частности, в любой системе счисления (числа записаны в той системе, в которой мы работаем в данный момент):
- число делится на 10n, если оно оканчивается на n нулей.

Если основание системы счисления равно 1 по модулю некоторого числа k (то есть остаток от деления основания на k равен 1), то любое число делится на k тогда и только тогда, когда сумма его цифр делится на k без остатка. В частности:
- число делится на 10 − 1, если сумма его цифр делится на 10 − 1;
- если основание системы счисления нечётное, то число делится на 2, если сумма его цифр делится на 2.

Если основание системы счисления равно k − 1 по модулю некоторого числа k, то любое число делится на k тогда и только тогда, когда сумма цифр, занимающих нечётные места, либо равна сумме цифр, занимающих чётные места, либо отличается от неё на число, делящееся на k без остатка. В частности:
- число делится на 11, если сумма цифр, занимающих нечётные места, либо равна сумме цифр, занимающих чётные места, либо отличается от неё на число, делящееся на 11.

Если основание системы счисления делится на некоторое число k, то любое число делится на k тогда и только тогда, когда его последняя цифра делится на k. В частности:
- если основание системы счисления чётное, то число делится на 2, если его последняя цифра делится на 2.